# Caird
Caird är en strand i Antarktis. Den ligger i Östantarktis. Storbritannien gör anspråk på området.